# Laternaria basinigra
Laternaria basinigra är en insektsart som först beskrevs av Schmidt 1905.  Laternaria basinigra ingår i släktet Laternaria och familjen lyktstritar. Inga underarter finns listade i Catalogue of Life.